# Carl Piper (Jurist)
Carl Wilhelm Albert Piper (* 13. Januar 1837 in Neustrelitz; † 25. Mai 1919 ebenda) war ein deutscher Richter und Konsistorialpräsident.

## Leben
Carl Piper war einziger Sohn des Juristen und späteren Regierungsrates Anton Piper. Er besuchte das Gymnasium Carolinum (Neustrelitz) und studierte von 1854 bis 1858 Rechtswissenschaften an den Universitäten Berlin und Göttingen. Offenbar wurde er (in Göttingen?) zum Dr. iur. promoviert. Mitte April 1859 wurde er als Advokat und Notar in der Großherzoglichen Justizkanzlei Neustrelitz vereidigt.
1861 trat er als Auditor bei der Landvogtei und dem Justizamt für das Fürstentum Ratzeburg in Schönberg (Mecklenburg) in den Justizdienst von Mecklenburg-Strelitz. 1866 war er Kanzleirat in der Justizkanzlei Neustrelitz, dann Stadtrichter in Neubrandenburg. Er wurde Landgerichtsdirektor in Neustrelitz, führte 1872–1885 während der Zeit der Vakanz provisorisch das strelitzsche Staatsministerium und wurde 1887 zum Präsidenten des Landgerichts Neustrelitz berufen. 1886 ernannte Großherzog Friedrich Wilhelm II. ihn im Nebenamt zum Präsidenten des großherzoglichen Konsistoriums.
Piper wurde durch Mecklenburg-Strelitz 1888 als Komtur, 1893 als Großkomtur und schließlich 1915 als Großkomtur mit Brillanten des Hausordens der Wendischen Krone dekoriert.
Piper war seit 1872 mit Margarethe, geb. Siemerling (* 1852), einer Tochter des Neubrandenburger Apothekenbesitzers und Bankiers Viktor Siemerling, verheiratet. Carl Anton Piper (1874–1938) und Otto Piper (1882–1946) waren Söhne des Paares. Eine Tochter, Else (* 1872), war mit dem Arzt und Politiker Friedrich Wilda verheiratet.
Sein Nachlass wird im Landeshauptarchiv Schwerin verwahrt.